# Palm Springs (Kalifornie)
Palm Springs je město ve státě Kalifornie ve Spojených státech amerických. Nachází se přibližně 60 km východně od San Bernardina, 179 km východně od Los Angeles, 219 km severovýchodně od San Diega a 433 km západně od Phoenixu v Arizoně.

## Osobnosti města
- Ernst Křenek (1900–1991), rakouský a americký hudební skladatel a pedagog českého původu
- Francis Lederer (1899–1999), divadelní a filmový herec českého původu
- Bob Hope (1903–2003), herec
- Alice Marble (1913–1990), tenistka
- Sonny Bono (1935–1998), zpěvák, herec, politik, starosta Palm Springs
- George Hamilton (* 1939), herec
- Barry Manilow (* 1943), zpěvák, skladatel a hudební producent
- Cameron Crowe (* 1957), herec a režisér
- Alison Lohmanová (* 1979), herečka